# Кореа Кастелуча Сан Паоло (Рим)
Кореа Кастелуча Сан Паоло је насеље у Италији у округу Рим, региону Лацио.
Према процени из 2011. у насељу је живело 259 становника. Насеље се налази на надморској висини од 97 м.